# Vetonové

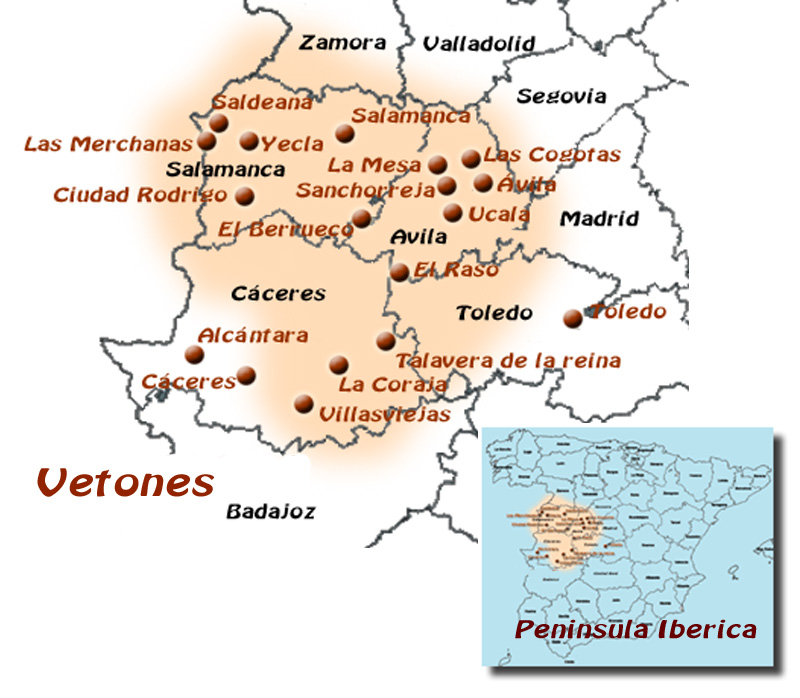
Vetonové - geografické rozšíření archeologických nálezů.

Vetonové (španělsky los vetones, latinsky vettones) byli předřímské etnikum na Pyrenejském poloostrově. Sídlili mezi řekami Duero a Tajo, především na území současných provincií Salamanca a Ávila a na severu provincií Cáceres, Zamora a Toledo.
Vetonové po sobě zanechali řadu hradišť (castro) - opevněných sídel v různých provinciích, především však v provincii Salamanca a Ávila. Na těchto sídlech, dokládajících vysoký stupeň civilizačního vývoje etnika, jsou různé ohraničené areály, některé pro dobytek. Nejdůležitější z těchto lokalit jsou následující:
- Las Cogotas (Cardeñosa, Ávila)
- Castro de la Mesa de Miranda (Chamartín de la Sierra, Ávila)
- Castro de Ulaca (Villaviciosa, Ávila)
- Castro del Raso (Candeleda, Ávila)
- Castro de Yecla la Vieja (Yecla de Yeltes, Salamanca)
- Castro de Las Merchanas (Lumbrales, Salamanca)
- Castro de Saldeana (Saldeana, Salamanca)
- Castro de Las Paredejas (Medinilla, Ávila)
- Castro de La Coraja (Aldeacentenera, Cáceres)
- Castro de Villasviejas del Tamuja (Botija, Cáceres)

Na pohřebištích těchto hradišť se nachází mnoho hrobů, které vypovídají o významu, jaký ve vetonské kultuře měli válečníci.
Z doby Vetonů, kteří zanechali jako dědictví četné verracos de piedra, se datuje i tradiční sportovní hra, zvaná Calva (hráli ji pastýři, kteří pro zábavu házeli kámen na kravský roh). V současnosti se (v modifikované podobě) hraje v části provincie Castilla y León a částečně v provinciích Ávila, Salamanca a Zamora, v provincii Extremadura pak v okolí Plasencie.
Území Vetonů v rámcových obrysech sousedilo na severu s kmenem Vaceů (Vaceos), na východě s kmenem Carpetanů (Carpetanos), na jihu s Oretany (Oretanos), Túrduly (Túrdulos) a keltskými kmeny, na východě pak s Lusitany (Lusitanos).

## Kultura
Archeologicky území Vetonů koresponduje s územím osídleným kulturou nazvanou podle eponymního naleziště kulturou Las Cogotas II nebo kulturou verracos de piedra (podle výrazných kamenných plastik); tato kultura se rozvíjí od 5. století př. n. l. jako pokračování předchozí archeologické kultury Las Cogotas I, kterou na konci doby bronzové silně ovlivnil příchod nového indoevropského obyvatelstva. Podle archeologů ekonomika domorodého základu byla tvořena kočovným pastevectvím s nepatrným podílem zemědělství a kontakty s Pelendony (Pelendones) na severu provincie Soria; kulturní vliv Indoevropanů přicházejících z těchto území přinesl obecné užívání železa, objevení se nových typů keramiky a rozšíření obdělávání dosavadních pastvin.
Stavba hradeb hradišť v druhé polovině 5. století př. n. l. vypovídá o vzrůstu bohatství a schopnosti společnosti vynaložit jak ekonomické, tak lidské prostředky (hodiny práce investované do konstrukce na úkor primární produkce) do jejich budování. V tomto růstu bohatství hrály velkou roli kontakty se společnostmi na vyšším stupni vývoje na jihu Pyrenejského poloostrova a vlivy populací kolonizátorů (Řekové, Féničané), se kterými se realizoval čilý obchod po pravěké obchodní stezce, známé později jako Vía de la Plata (Stříbrná cesta).

## Vetonie (La Vetonia)
Poslední bádání o Vetonech naznačují, že západní hranice rozšíření tohoto lidu byla tvořena řekou Coa, levobřežním přítokem řeky Duero, která plyne paralelně s řekou Águeda, a současnou hranicí s Portugalskem. Jsou zde perfektně vymezené, protože kaňony a údolí řek, které je vytvářejí, etnika spíše rozdělují než spojují. 
Hranice tak je určena s Astury na druhém břehu řeky Duero a od ústí řeky Tormes až k obci Ledesma, s Lusitany na západě na druhém břehu řeky Coa, sahajíc na jihu od Ciudad Rodrigo k Sierra de Gata, dále pokračuje směrem na jihozápad údolím Eljas k jejímu ústí do řeky Tajo, víceméně sledujíc současnou hraniční linii mezi provincií Cáceres a Portugalskem.
Jižní hranice sleduje řeku Guadiana, blízko jejích vod se objevují rovněž verracos. Všechna vetonská hradiště situovaná na severu Guadiany mají stejnou obrannou strukturu a materiál z jejich nekropolí je identický s materiálem z hradišť a pohřebišť v provincii Ávila.

## Historický vývoj
Kolem roku 500 př. n. l. – 400 př. n. l. došlo k hlubokým změnám ve vnitrozemí poloostrova. Zavedení nových zemědělských technologií (proces odlesňování, přeměna lesů v pastviny a pole) způsobilo, že sídla byla větší a trvalejší, lze pozorovat demografický růst a větší sociální hierarchizaci. 
Zvětšení a akumulace bohatství se odrazilo v obchodní síti a v dálkových kontaktech. Hrozba možných invazí vedla k budování hradeb, věží, příkopů; takto opevněná sídla se obecně označují jako „castros“ (hradiště). Mění se nakládání s mrtvými - spalují se a popel dává do uren, které se ukládají na oddělených pohřebištích, zatímco předtím se mrtví bez kremace pochovávali do země. Studium železných předmětů, které se nacházejí v hrobech (spony, zbraně aj.), vypovídá o tom, že některá pohřebiště byla užívána několika generacemi, v průběhu 200-300 let.
Došlo rovněž ke změnám v každodenním životě, k všeobecnému rozvoji metalurgie železa a zavedení hrnčířského kruhu, na němž byla vyráběna charakteristická oranžová malovaná keramika.

## Hradiště („los castros“)

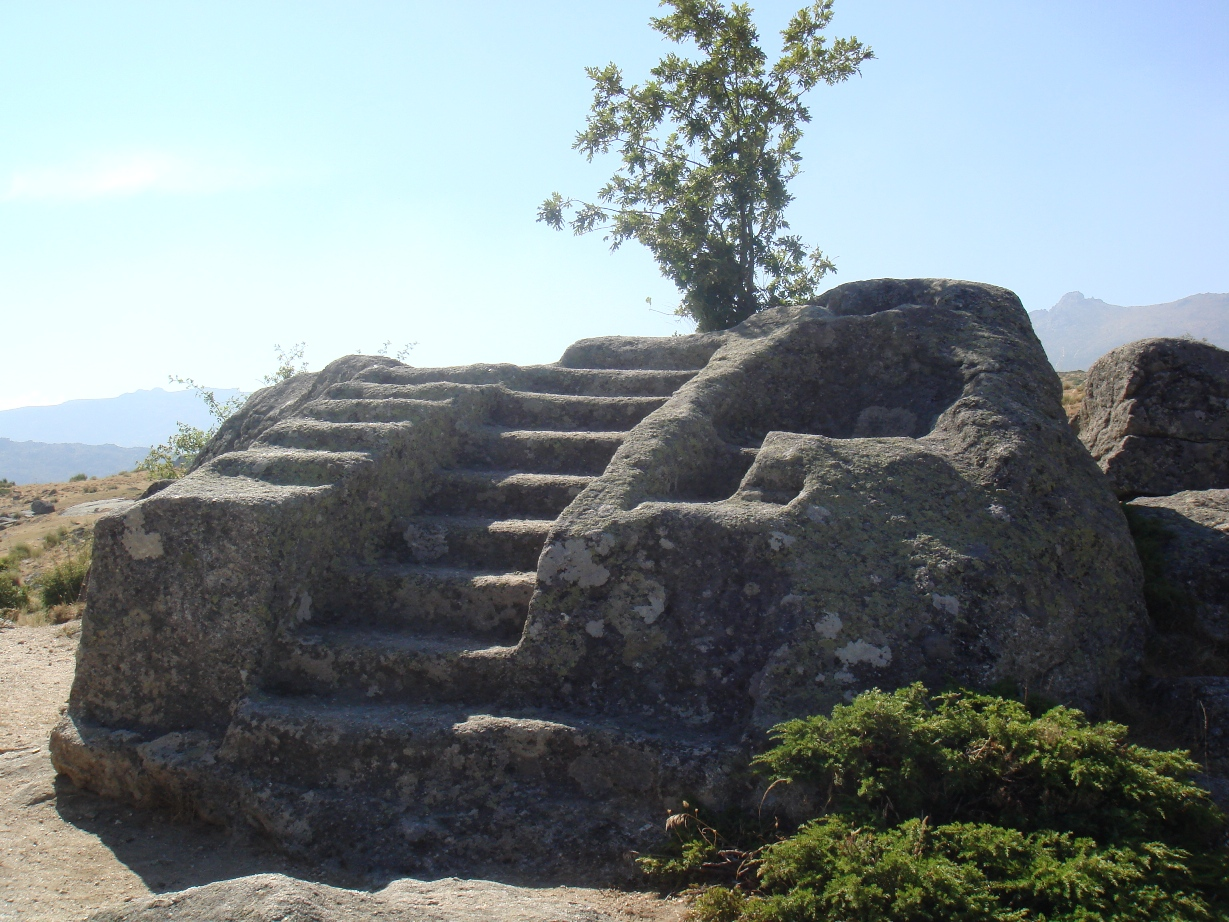
Oltář z Ullacy

Vetonská hradiště lze označit za opevněná města, s hradbami a příkopy, uvnitř kterých žilo 500 až 2000 obyvatel. Domy byla pravoúhlé se střechami ze slámy, o jedné i několika místnostech, vždy s otopným zařízením.
Hradiště jsou situována na těžko přístupných vyvýšených polohách poblíž pramenů vody a komunikací; i když v některých případech se nacházejí na rovných terénech na zemědělských půdách, většinou však hledají ochranu ve výšinách.
Lze rozlišit čtyři typy těchto sídelních poloh:
- na ostrožnách s příkrými svahy, které vznikají na soutocích řek (např. la Mesa de Miranda (Chamartín de la Sierra), Yecla la Vieja (Yecla de Yeltes), La Plaza (Gallegos de Argañán)

- situované v meandrech říčních toků, které skýtají příhodné přírodní podmínky k obraně, jako např. Las Cogotas (Cardeñosa), El Raso (Candeleda), Saldeana (Bermellar) o Las Merchanas (Lumbrales)

- jiná se zvedají na horském pásmu, kde disponují vizuální absolutní kontrolou, jako např. Sanchorreja, El Berrueco, Ulaca (Solosancho) y Villas Viejas (Casas del Castañar).

- na úbočí, jako jsou situovány Salamanca y Ciudad Rodrigo, v místech, kde lze snadno překročit řeku. Jejich rozměry jsou velmi rozdílné, od malých o rozloze 1 ha až k velkým o 20-70 ha.

Přírodní obranné prvky jsou doplněny umělými: hradbami, věžemi, příkopy a poli se zakopanými špičatými kameny.
Hradby jsou budovány bez základů, přímo na rostlé skále, z kamenů kladených nasucho (bez malty). Původní výška hradeb není známa, ale v Picón de la Mora jsou dochovány ve výšce 4 metry, 5 metrů v la Corraja nebo 6 metrů v Castillo de Gema (Yecla de Yeltes). Je velmi pravděpodobné, že hradby byly nahoře zakončeny palisádou z dřevěných kůlů nebo z nepálených cihel. Hradby jsou přizpůsobeny reliéfu terénu a mívají bastiony, především u bran. Pouze na konci doby železné některá hradiště mají věže čtvercového půdorysu vystavěné z pravidelných kvádrů.
Brány jsou relativně stejné, budované podle dvou schémat, jednak v podobě nálevky, kde dvě zdi hradby jsou zakřiveny dovnitř, tvoříc uličku, někdy jsou opatřeny bastiony po stranách, (např. Las Cogotas La Coraja nebo El Raso). Jiné brány jsou vybudovány podle schématu, kdy ramena hradby se překrývají, dvě zdi jdou paralelně vedle sebe a mezi nimi je ponechán prostor k průchodu; oba typy umožňují účinnou obranu tím, že útočníci musí k bráně proniknout poměrně úzkým dlouhým prostorem, kde jsou vystaveni akcím obránců.
Někdy se nacházejí před hradbami příkopy, mnohem obvyklejší jsou pole se zakopanými špičatými kameny, založená v nejvíce zranitelných a nechráněných místech. Někteří autoři se domnívají, že sloužily k zabránění útoků jízdy, jiní zase útoku pěšího. Tyto obranné prvky jsou rozšířeny od severovýchodu Pyrenejského poloostrova, mezi jižními Vetony jsou sporadické a téměř neexistují.
Vnitřní organizace opevněných sídel je podmíněna výchozy žuly na povrch, vnitřní prostor je nicméně plánovitě rozdělen do různých zón a areálů. Na některých nalezištích byly zjištěny areály elity a jiné, chudší - v kontrastu podle výbavy domácností, nalezené při výzkumech. Na mnoha hradištích byla odkryta obydlí i vně hradeb; jsou to čtvrti zvané „extra muros“, které naznačují, že hradby neznamenaly důsledek nebezpečí a nestability. 
Mezi hradišti ávilskými jsou svatyně, jako je El Raso de la Candelada a Ullaca, zatímco kolem Salamanky nalezeny nebyly.

## Nekropole
Charakteristické znaky vetonských pohřebišť jsou:
- lokalizace před branami sídla, ve vzdálenosti 150-300 m;
- blízkost toku vody plynoucí z východu na západ z pohledu pohřebiště a
- zvláštní uspořádání, které spočívá v koncentraci hrobů do okrsků oddělených zónami bez hrobů

Pohřební ritus byl téměř výlučně žárový (mrtvoly se spalovaly) a popel se ukládal do země v urně nebo bez ní. V některých hrobech se vyskytují předměty jak kovové, tak keramické z vybavení domácnosti. Na některých nalezištích byly pozorovány zbytky kostí a přepálených kovových fragmentů (Las Cogotas), což mohla být místa, kde se těla zpopelňovala. Podoba hrobu a uložení urny se různí. Některé hroby tvoří jednoduše důlky malých rozměrů v zemi, v jiných případech se setkáváme s mohylami (La Osera, El Mercadillo, La Coraja) nebo vypálením (Las Cogotas) a také s pokrytím oblázky (El Raso, El Romazal I, Alcántara).
Nekropole na západním okraji vetonského teritoria, v Zamora a Salamanca, nejsou známy; důvodů může být několik:
- pohřební zvyklosti byly odlišné, jako např. vystavení nebožtíků mrchožroutským živočichům, házení nebožtíků nebo jejich popela do vody řek, což jsou praktiky, které nenechávají archeologicky postižitelné pozůstatky
- absence pohřebišť je důsledkem stavu výzkumu, t.zn. nekropole v těchto oblastech nebyly dosud nalezeny

Předměty v hrobech nalezené vypovídají o tom, že první pohřby pocházejí z doby kolem roku 500 př. n. l.; v této době hlavním typem nálezů je železný meč ve všech svých variantách, především s nevyvinutými anténami, typickými pro kulturu popelnicových polí, a obětní vázy vedle keramiky robené v ruce s výzdobou hlazenou. Na konci 4. století př. n. l. se na pohřebištích začínají vedle mečů objevovat dýky typu „Monte Bernorio“ a posléze kolem 300 př. n. l. dýky s dvěma kuličkami (nazývané podle tvaru svého knoflíku), nelze opomenout i další součást výzbroje - kopí a oštěp.

## Ekonomika
Značné bohatství v mladší době železné – době laténské bylo velmi nerovnoměrně rozděleno, čehož důsledkem byly značné sociální rozdíly. Struktura společnosti se podobala pyramidě, na jejímž vrcholku stála vojenská elita, která užívala koně a luxusní zbraně; po nich následovala početná bojovnická báze ne tolik bohatá, s prostšími zbraněni; následuje skupina obchodníků a řemeslníků; a úplně nakonec velká masa lidí nízkého rodu (kolem 85% populace), včetně otroků a/nebo nevolníků; např. Plútarchos ukazuje jejich existenci v Salamance kolem 220 př. n. l. Aristokracie musela v této společnosti hrát důležitou roli.
Chov dobytka byl jednou z nejdůležitějších ekonomických aktivit. Dobytek poskytoval maso, mléko, kůže, kožešiny, kosti a rohovinu (pro nástroje a nářadí, ale i ozdoby). Lze předpokládat, že část areálů vně hradeb mohla sloužit jako ohrady pro dobytek, které měly chránit tento velmi cenný majetek. Archeologické nálezy naznačují, že se pěstovaly různé druhy dobytka - skot, prasata, ovce a kozy. 
Nelze ovšem pominout zemědělství; na některých lokalitách se nacházejí zuhelnatělá zrna obilí, jako na Las Cogotas nebo El Raso, a existence nalezišť malého rozsahu ve Vega del río Adaja, v Ávile, může vypovídat o malých usedlostech zaměřených na zemědělskou produkci. Je nutno uvažovat i o sběru divokých plodů a lovu, neboť mezi kostmi zvířat nalezenými na hradištích jsou i kosti divokých prasat a jelenů.
Obchodní kontakty s kulturami vzdálenými dokládají na nekropolích i sídlištích předměty z míst vzdálených od Pyrenejského poloostrova, jak východních, tak řeckých a iberských.

## Umělecký projev

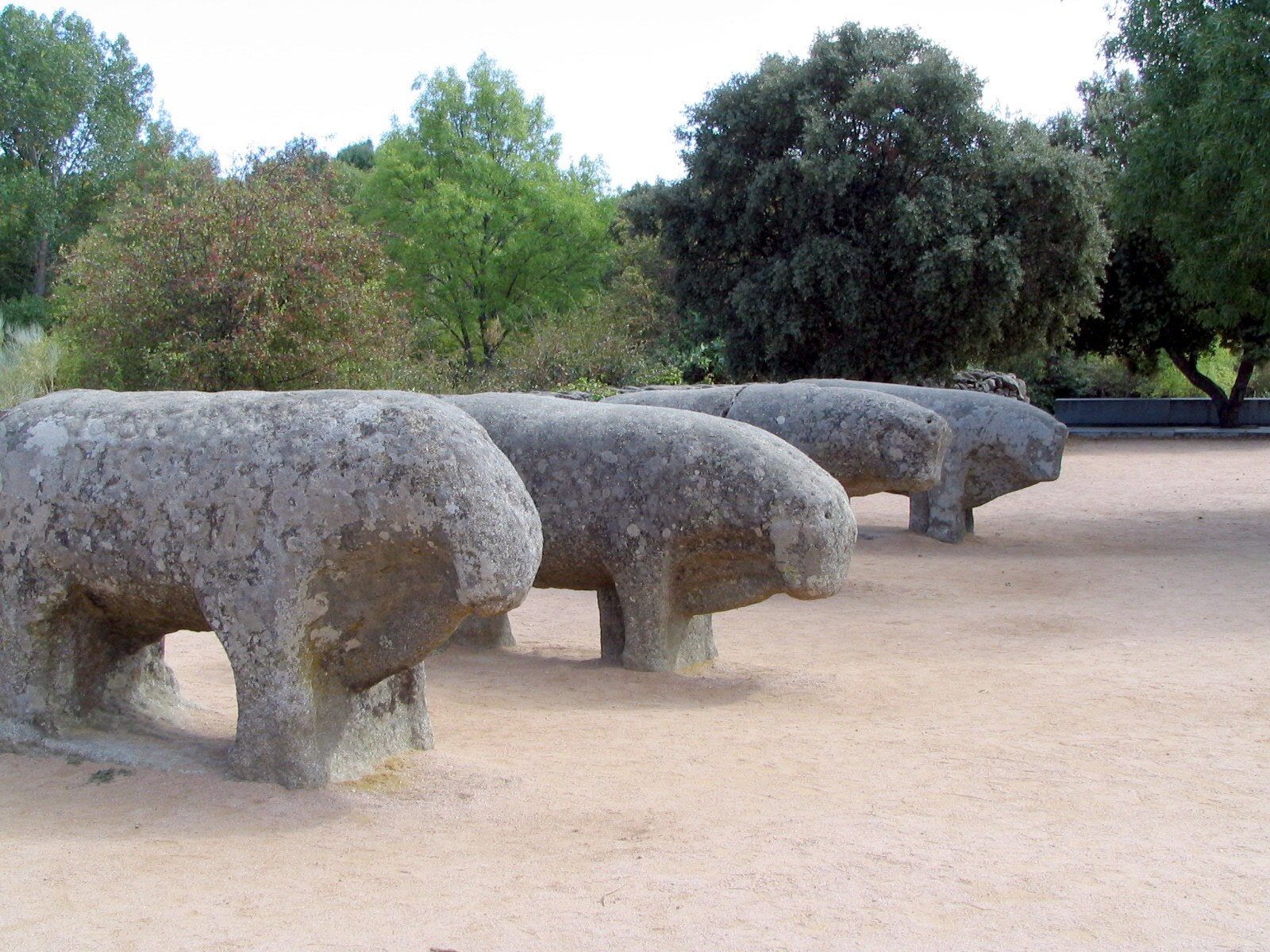
Toros de Guisando (kamenní býci), skupina čtyř verracos de piedra, zmiňovaná u Miguela de Cervantes y Saavedra.

Jedním z výrazných uměleckých projevů Vetonů jsou verracos de piedra, kamenné plastiky býků a kanců a v některých případech divokých sviní, které se nacházejí na území Vetonie. Funkce těchto plastik je velmi diskutabilní a může jít jak o památníky připomínající vítězství, tak o mohou mít význam magicko-religiózní pro ochranu a reprodukci dobytka.
Jiné mohly mít spojitost s pohřbíváním, ať už plastiky, které jsou spojené s kameny s prohlubněmi, na způsob víka hrobu, tyto plastiky a jiné s náhrobními nápisy však náležely vetonským romanizovaným elitám .
Poslední výzkumy ukazují, že tyto plastiky mohly mít i význam ekonomický. Většina, vyjma těch, které jsou v současné době sekundárně umístěny v obcích, se nachází in situ, tedy na původním místě, a to poblíž dobrých pastvin, míst s vodou, na místech s velmi dobrým výhledem. Snad mohly fungovat jako signalizace o dobrých pastvinách a zdrojích vody. Pro lepší pochopení tohoto vysvětlení je nutno vzít v úvahu jejich velkou hodnotu a cenu, kterou znamenala realizace těchto plastik pro společnost, a to jak jejich tesání, tak umístění (např. jedna z nich, ve Villanueva del Campillo, Ávila má mimořádné rozměry – 2,5 m délky a 2,43 m výšky). 
Je třeba vyzdvihnout významnou roli, kterou ve vetonské společnosti hrají koně: jako nepostradatelný prvek při pasení dobytka (již odpradávna koně byli nejlepší spojenci člověka pro život v těchto drsných krajinách) i jako prvek vojenské síly - např. podle Apiana (De Iberia, 62 a 67) ve válkách lusitánských proti Římu, nebo slavná jízda vetonská, tentokrát po boku Římanů. Plinius Starší, římský spisovatel, podává zprávy, že mezi Lusitany se chovala rasa koní tak rychlých, že vznikla pověst, že jejich klisny oplodnil vítr (Zephyros).

## Oppidaa příchodŘíma
Vetonové představovali zbytek původních populací Pyrenejského poloostrova. Jejich společnost doznala výrazných změn vpředvečer římské okupace. Tyto změny se objevují na počátku 2. století př. n. l. a jasně se dají pozorovat v architektuře a v urbanistickém řešení některých sídel.

### Nová města
Začínají se stavět hradby z nepravidelných kvádrů velkých rozměrů, objevují se věže kvadratického půdorysu, jako v La Mesa de Miranda, zvětšuje se rozloha sídel, jako v Las Cogotas nebo Salamanca, zakládají se sídla nová, jako El Raso. Lze pozorovat, že mezi nimi existuje hierarchie; významnější sídla jsou uspořádána do jednotlivých čtvrtí s dílnami, posvátnými okrsky, tržiši atd. Tato opevněná sídla mladší doby železné mají název „Oppida“, slovo, které začal používat Gaius Iulius Caesar pro velká sídla v Galii.
Tato sídla se pro svůj charakter považují některými za první předhistorická urbánní centra západní náhorní plošiny. Například od roku 300 př. n. l. Salamanca již měla rozlohu 20 ha, je téměř jisté, že jiná sídla dosáhla svých stávajících rozměrů, jako Las Cogotas 1 15 ha, La Mesa 19 ha. Později La Mesa de Miranda obsadila část nekropole a rozšířila svůj obvod na 30 ha. Tato skutečnost se dává do vztahu s římským tlakem a z toho plynoucí s obecnou nejistotou v této době (výpravy prétora Postrumia v roce 179 př. n. l. nebo Viriata v polovině 2. století př. n. l.
Archeologické výzkumy a odkryvy dokládají, že v těchto sídlech žilo mnoho lidí v obydlích, dílnách a jiných budovách uspořádaných do ulic, což vypovídá o jejich plánovitém budování. Byly zjištěny i nezastavěné zóny, které mohly sloužit jako místa pro společné ustájení dobytka. Zonace do čtvrtí bohatých obydlí, jiných chudších, domů za hradbami, dílen, smetišť aj. může vypovídat o sociální diferenciaci, která se projevuje také na pohřebištích. Výrazným příkladem hierarchizace sídel může být Ulaca v provincii Ávila, považovaná za oppidum (cca 70 ha) svou svatyní, které bylo jedinečným centrem oblasti a jedním z největších urbánních center poloostrova v mladší době železné.

### Městská společnost
Lze předpokládat, že díky vlivu Říma se vetonská společnost přeměnila ve společnost urbánní. Některé texty podávají historické svědectví, že první kontakty mezi Vetony a Římany byly v roce 193 př. n. l., při tažení prétora Marca Fulvia, který přemohl a obrátil na útěk do oppida Toletum (Toledo) vojsko sestavené z Carpetanů, Vetonů, Vaceů a Keltiberů.
V těchto letech se objevují předměty římského původu - nádoby na víno či ocet, tkaniny aj. a je možné, že římské předměty na nalezištích jako Salamanca, Toro, Coca, Las Cogotas, La Mesa de Miranda nebo El Raso de Candeleda jsou z této doby. Jejich přítomnost signalizuje velký ekonomický skok, což by mohlo znamenat, že rozvoj oppid byl nastartován touto nutností vztahů s Římem. Důkazy procesu, který ústí do vzniku urbánních center, se však objevují již od 5. století př. n. l., kontakty s Římem tedy jednoznačně nebyly impulsem tohoto fenomenu, i když jistě výrazně přispěly jeho rozmachu. 

### Industrializace
Produkce železa, lití bronzu, výroba keramiky, tkanin, opracování kamene, i výroba zemědělská a dobytkářská, vybavení pohřebišť a obchodní vztahy a výměna produktů na velkou vzdálenost, které jsou doloženy na sídlištích i pohřebištích, dovolují mluvit o rostoucí industrializaci vetonských sídel již generace před příchodem Římanů.
Nelze popřít, že působení římského světa na Poloostrov urychlilo tento proces. Právě tehdy zobecnilo užití keramiky točené na kruhu a její produkce ve velkém měřítku; současně lze pozorovat pozvolné mizení malované keramiky robené v ruce a objevení se hrnčířských dílen na hradištích, jako je dílna na Las Cogotas; znamená to specializaci výroby, totiž že řemeslníci věnovali celý svůj čas této výrobě, aniž by ho museli věnovat základním činnostem jako zemědělství a dobytkářství.
V průběhu 2. a 1. století př. n. l. se sjednotila produkce na celém vetonském teritoriu. Keramika byla točena na kruhu, mnoho nádob mělo v průřezu) okraje ve tvaru „golfové hole“ či v podobě kachní hlavy, nacházejí se poháry, mísy, lahve, kulovité nádoby, nálevky. Nádoby byly malovány motivy ve formě pruhů, zvlněných linií, meandrů, motivy inspirovanými košíky a charakteristickými koncentrickými kruhy a půlkruhy. 

### Pod římskou správou
V roce 61 př. n. l. byl Gaius Julius Caesar jmenován guvernérem Hispánie Ulterior a pod záminkou vymýcení vetonských a lusitánských lupičů donutil obyvatelstvo opustit opevněná sídla a sestoupit do rovin a zakázal stavět opevnění.
Tento čin významně změnil strukturu osídlení teritoria. Obyvatelé hradišť zvolili různá řešení: některá fungovala dál jako malá centra, která časem získala podobu obcí. Archeologicky je pozorovatelné, že opuštění sídel se musela dít dobrovolně, neboť nebyly nalezeny stopy po vojenských událostech, jako např. vypálení sídel.
Nezdá se, že tato doba by byla z časů nejvíce nepřátelských Římu a mlčení pramenů to potvrzuje. Snad našli lepší místa pro osídlení ve shodě se zájmy Římanů, zhodnocujíce prostředky zemědělské, dobytkářské, hornické, strategické (komunikace a města); vše bylo ovšem kontrolováno vojskem, které vytvářelo imperiální poměry.
Tato strategie ovšem začala již v 2. století př. n. l. Úspěšnější však byla ve válkách sertoriánských (podle guvernéra Quinta Sertoria) v letech 82 př. n. l.-72 př. n. l.. Tehdy se centra jako Las Cogotas, La Mesa de Miranda nebo Ulaca začínají vylidňovat, což dokazuje skutečnost, že se v nich nenacházejí římské předměty. Obyvatelstvo muselo přesídlit do nížin, pravděpodobně na místo nynější Ávily, které má očividnou podobnost s Ptolemaiovým městem „Óbila“ , i když nejsou přesvědčivé doklady pro tento závěr - nejsou doklady, že v Ávile existovalo hradiště mladší doby železné, ale našla se zde keramika, která svědčí o osídlení v 1. století př. n. l., což odpovídá nedostatku pozůstatků v „oppidech“ údolí.
V Ciudad Rodrigo a Salamance je možno konstatovat vztah mezi světem domácím a římským. Jiná hradiště, spojená s dolováním v oblasti, nabývají na významu během staršího císařství, jako Las Merchanas nebo Yecla la Vieja. Na jih od řeky Gredo se našly římské republikánské denáry a asy v El Raso de la Candaleda, k jejichž opuštění došlo v Caesarově době, jak bylo zjištěno; jejich obyvatelstvo se přesídlilo do Talavera la Vieja (Augustobriga) nebo do Talavera de la Reina (Caesarobriga).
V 1. století př. n. l. přítomnost Římanů na jih od řeky Tajo nemohla být příliš konzolidovaná, ale od této doby se obyvatelstvo planiny projevuje stejnou hmotnou kulturou jako opevněná hradiště, jejichž obyvatelé postupně zabírají úrodnější zemědělské oblasti. Založení „Norba Caesarina“ v roce 34 př. n. l. (nyní Cáceres) se dává do spojitsti s opuštěním hradiště Villasviejas a okolních center, neboť byly vzdálené komunikacím, zatímco Norba měla dobrou geografickou pozici ve vztahu k „Stříbrné cestě“ (Vía de la Plata).

## Jiná vetonská hradiště, oppida, sídla a památky
- Ávila: Obila (Avila). Toros de Guisando, La Osera, La Colilla (Valle de Amblés) La Pared de los Moros (Niharra), El Cerro de la Cabra (Ojos Albos).
- Salamanca: Helmantica (Salamanca), Augustobriga (Ciudad Rodrigo) , Diobriga (Bejar), Manliana (Monleon), Irueña (Fuenteguinaldo), Hinojosa del Duero, Los Habitantes (Albergueria), La Plaza (Gallegos de Argañán), El Cerro y Lagunilla (Montemayor).
- Cáceres: Talavera La Vieja, Capara (Guijo de Granadilla), Botija, Montehermoso, Segura de Toro, Malpartida de Plasencia y Hervás.
- Portugalsko: Ocelum (Castelo Branco), Cottaeobriga (Almeida), Lancia (Serra d'Opa).
- Toledo: Caesarobriga (Talavera de la Reina).
- Zamora: Toro.